# Jovem Guarda da Rússia Unida
A Jovem Guarda da Rússia Unida (Em russo: Молода́я Гва́рдия Еди́ной Росси́и, Molodáya Gvárdiya Yedínoy Rossíi) é uma organização pública russa do partido político Rússia Unida. Criado em 16 de novembro de 2005 . De 2000 a 2005 foi denominado “Unidade Juvenil”.